# Sova NVision
Предузеће „ SOVA NIGHT VISION SYSTEMS “ d.o.o. Beograd  или скраћено „ SOVA N VISION “  је предузеће намењено за производњу и ремонт оптоелектронских справа. 
Предузеће је стационирано у Београду а производни погони у Нишу у кругу некадашње Електронске индустрије Ниш и тренутно запошљава 3 радника.

## Историја
Предузеће је основано 2011. године да би финализирало производе које производе стратешки партнери из иностранства и остале чланице групације Optoelectronics Group.
Предузеће данас послује у оквиру групације "Optoelectronics Group" и у саставу је кластера "NICAT".